# طوبين شرقي
الطوبين الشرقي أو الطوبين الأمريكي المألوف هو طوبين متوسط الحجم، وهو الطوبين الرمادي العام في أمريكا الشمالية والصنف وحيد الطراز الوحيد في جنس ذوات الأقدام الحفّارة. تم تكييف أقدامها الأمامية الكبيرة الخالية من الشعر للحَفِر. هذه الأنواع موطنها كندا (أونتاريو) والمكسيك وشرق الولايات المتحدة، ولديها أكبر مجموعة من أي طوبين في أمريكا الشمالية.
تفضل الأنواع التربة الطينية الموجودة في الأخشاب الرقيقة والحقول والمراعي والمروج، وتبني جحورًا عميقة وضحلة تتميز بالتربة الزائدة المهملة التي تم جمعها في التلال الترابية. يتكون عشها من أوراق الشجر والأعشاب، وتتكون من اثنين إلى خمسة صغار بمفردها في حوالي أربعة أسابيع. يتكون نظامها الغذائي بشكل أساسي من ديدان الأرض وحياة التربة الأخرى، لكن الطوبين الشرقي يأكل أيضًا المواد النباتية.
تتغذى الكلاب والقطط والثعالب والذئاب على الطوبين الشرقي، وتستضيف الأنواع مجموعة متنوعة من الطفيليات. على عكس الغوفرية، لا تأكل الطوبينات النباتات ولا تشكل أي خطر على مخاوف الإنسان؛ يتم تعويض الأضرار العرضية للمروج عن طريق التهوية بشرط التربة واستهلاك الحشرات. أدى بناء ملاعب الغولف إلى توفير موطن مثالي للطوبين. هذه الأنواع وفيرة، وتوجد في المناطق المحمية، ولا تواجه أي تهديدات كبيرة ولا تهتم كثيرًا بالحفاظ على البيئة.

## الوصف
الطوبين الشرقي هو حيوان صغير قوي يعيش بشكل أساسي تحت الأرض وهو متخصص بدرجة عالية في أسلوب الحياة تحت الأرض. جسمه أسطواني إلى حد ما برأس ممدود. يتم استخدام خطم سمين متحرك بارز على الفم مع فتحتي أنف في الجزء العلوي كعضو باللمس. العيون التنكسية مخبأة في الفراء، تلتحم الجفون ويقتصر البصر على التمييز بين الضوء والظلام. فتحة الأذن صغيرة ومخفية في الفراء، لكن السمع حاد إلى حد ما. الذيل القصير السميك مكسو قليلاً ويستخدم كأداة اتصال، لتوجيه الطوبين عندما يتحرك للخلف في النفق.
الأقدام الأمامية الكبيرة جدًا هي أعرض وليست طويلة مع مخالب متطورة، ولديها عظم سمسمي متخصص متصل بالرسغ يساعد على الحفر. عادة ما يتم تثبيت القدمين الأمامية في وضع عمودي مع توجيه راحة اليد للخارج. كلا القدمين الأماميتين والقدمين الخلفيتين الصغيرتين مرتبطان بشعر حسي يساعد الطوبين في أعمال التنقيب. تتضخم عظام الأطراف الأمامية والثدي بشكل كبير وتوفر دعمًا قويًا للعضلات المتصلة المستخدمة في الحفر. حزام الورك ضيق، مما يسمح للطوبين بالاستدارة في نفقه عن طريق القيام بشقلبة جزئية أو مضاعفة نفسه مرة أخرى.
الطوبين الشرقي له فراء شاذ بني اللون، يشبه الفراء مع أجزاء سفلية شاحبة أو بنية اللون، وقد يبدو أنه يحتوي على لمعان فضي اعتمادًا على زاوية المشاهدة. يقدم الفراء مقاومة قليلة للحركة الخلفية في النفق. بالمقارنة مع الأنثى، يميل الذكر إلى الحصول على شريط برتقالي أكثر إشراقًا على البطن بسبب إفراز الغدد الجلدية في المنطقة. يحدث البرص، لكنها قد تظهر بيضاء أو برتقالية أو صفراء حسب إفراز غدة الجلد. الوجه والقدمين والذيل من الأبيض إلى الوردي. يحدث الانسلاخ في الربيع والخريف مع ظهور القشرة الجديدة أولاً على الأجزاء السفلية. على الظهر، يظهر الفراء الجديد أولاً عند الذيل، ثم يعمل إلى الأمام. عادة ما يميز خط مميز بين الفراء القديم والجديد. الشعر متساوي في الطول، وعند النظر إليه مجهريًا، يُنظر إليه على أنه يمتلك طرفًا يشبه السوط، على عكس شعر أي حيوان ثديي آخر.
يتم تحديد الجنسين من الخارج بعدد الفتحات في منطقة الفخذ: الأنثى لديها ثلاثة - الأمام هو فنحة البول (في الحليمة الكلوية أو الإسقاط)، والثاني هو المهبل، والثالث هو فتحة الشرج عند الذيل. لدى الذكر فتحتان - الفتحة البولية أو التناسلية المدمجة في القضيب والشرج. لا تنزل الخصيتان أبدًا إلى كيس الصفن، ولكنها تبقى داخل تجويف الجسم. هناك ستة حلمات على البطن - زوج في الصدر، وزوج عند الفخذ، وزوج بين الاثنين. تنبعث رائحة مسكية من غدة عطرية على البطن وتُترك على أرضية النفق مع مرور الطوبين. من المحتمل أن يكون بمثابة شكل من أشكال الاتصال بين الجنسين خلال موسم التكاثر ولإحباط الحيوانات المفترسة. تم العثور على غدد الرائحة الأخرى في فتحة الشرج.

## قياسات
يبلغ طول الطوبين الشرقي حوالي 16 سم (6.3 بوصة) بما في ذلك ذيل طويل يبلغ 3 سم ويزن حوالي 75 جم (2.6 أونصة). أظهرت الذكور التي تم جمعها من أجزاء مختلفة من نطاق الأنواع التطرف التالي في القياسات: الطول الكلي 152-184 ملم، الذيل 22-30 ملم، القدم الخلفية 18-21 ملم، وأظهرت الإناث أقصى درجات: الطول الإجمالي 144-16 مم، الذيل 15-28 مم، القدم الخلفية 18-21 مم، الوزن 40-50 جرام. الذكور أكبر من الإناث والذكور الذين تم جمعهم في شمال الغرب الأوسط هم الأكبر على الإطلاق. بلغ متوسط البالغين من شمال شرق فلوريدا: الطول الإجمالي 142، والذيل 24.5، والقدم الخلفية 17.8 ملم. في مقاطعات هيلزبورو وباسكو في فلوريدا، لا يزال الطوبين الشرقي أصغر، وفي المنطقة الواقعة شمال خليج تامبا، لا يتجاوز الطول الإجمالي 140 ملم، ونادرًا ما يتجاوز القدم الخلفية 17 ملم. أصغر المناجذ وأحلكها هي تلك الموجودة في منطقة ميامي. في ولاية بنسلفانيا، يتراوح وزن العينات من 40 إلى 64 جرامًا. وعدد الكروموسوم ثنائي الصبغة هو 34.

## التوزيع والسكن
موطن الطوبين الشرقي هو كندا (أونتاريو) والمكسيك والولايات المتحدة، ولديه أكبر مجموعة من نطاق أي طوبين في أمريكا الشمالية. في الولايات المتحدة، توجد الأنواع من جنوب داكوتا الجنوبية وجنوب ويسكونسن إلى شرق ولاية ماساتشوستس وجنوبًا إلى طرف فلوريدا ولويزيانا وغربًا إلى نبراسكا وكنساس ووسط تكساس. إنه غائب عن جبال الأبالاش ومعظم كندا وشمال نيو إنجلاند.
تم العثور على هذا النوع في الطرف الجنوبي من أونتاريو، وشمال تاماوليباس، المكسيك. ومع ذلك، فإن توزيعها غير مكتمل. المستعمرات في جنوب غرب تكساس وكواويلا وتاماوليباس بالمكسيك معزولة وصغيرة.
تفضل الأنواع التربة جيدة التصريف أو الرخوة أو الرملية أو الطينية، وتتجنب الطين الثقيل أو التربة الحجرية أو الحصوية، والتربة الجافة جدًا أو الرطبة جدًا. يتردد على المراعي والحقول المفتوحة والمروج والأخشاب الرقيقة.
في بعض المناطق الهامشية، غالبًا ما توفر الأنشطة البشرية مثل بناء الطرق وملاعب الجولف موطنًا مفيدًا بسبب التربة عالية الجودة والرطوبة الكافية.

## الخصائص السكانية
في دراسة من عام 1976، تم حساب مناطق النطاق المنزلي لسبعة مناجذ شرقية بعد تحديد موقع كل منها بشكل دوري خلال فترات تتراوح من 11 شهرًا إلى 3 سنوات. كان متوسط مساحة المنزل 0.74 هكتار (1.8 فدان)، بلغ متوسط الذكور 1.09 هكتار (2.7 فدان)، والإناث 0.28 هكتار (0.69 فدان). نظرًا لأن نطاق الذكور كبير جدًا، يسود الذكور عمومًا في العينات. تميل العادة الحفرية للأنواع إلى الحد من انتشارها وتدفق الجينات، وغالبًا ما تحد طبيعة التربة من أعدادها. المناجذ الشرقية سباح جيد ولا تقتصر على الأنهار، ولكن التربة الطينية الثقيلة المرتبطة ببعض المجاري المائية قد تحد من الانتشار.
من المحتمل أن تتمتع المناجذ الشرقية بعمر طويل بسبب قلة الحيوانات المفترسة وانخفاض معدل التكاثر. الصغار أكثر رماديًا من البالغين، ومع تقدم العمر تتسطح الجمجمة وتتآكل الأسنان. تعيش الإناث أطول من الذكور. تم تقدير طول العمر بـ 6 سنوات باستخدام أساليب علامة الاستعادة في كارولاينا الجنوبية. في كانساس، قدر طول العمر بأكثر من 3.5 سنوات. الطوبين الشرقي شائع في معظم أنحاء الولايات المتحدة، لكن السكان في جنوب تكساس والمكسيك يعتبرون نادرون للغاية وربما انقرضوا.

## السلوك
يتواجد هذا النوع بكثرة في المناخ الدافئ أكثر من المناخ البارد، وفي جنوب الولايات المتحدة، غالبًا ما يتم اختراق الحقول المزروعة بجحورها بعد هطول أمطار غزيرة. ينشط الطوبين الشرقي في جميع الأوقات، مع ذروة نشاطه قرب الفجر وعند الغسق. يبلغ متوسط طول الفترة الزمنية بين نوبات النشاط حوالي ثلاث ساعات، ولكنها قد تستمر حتى 6.5 ساعات.

### النَّقْب

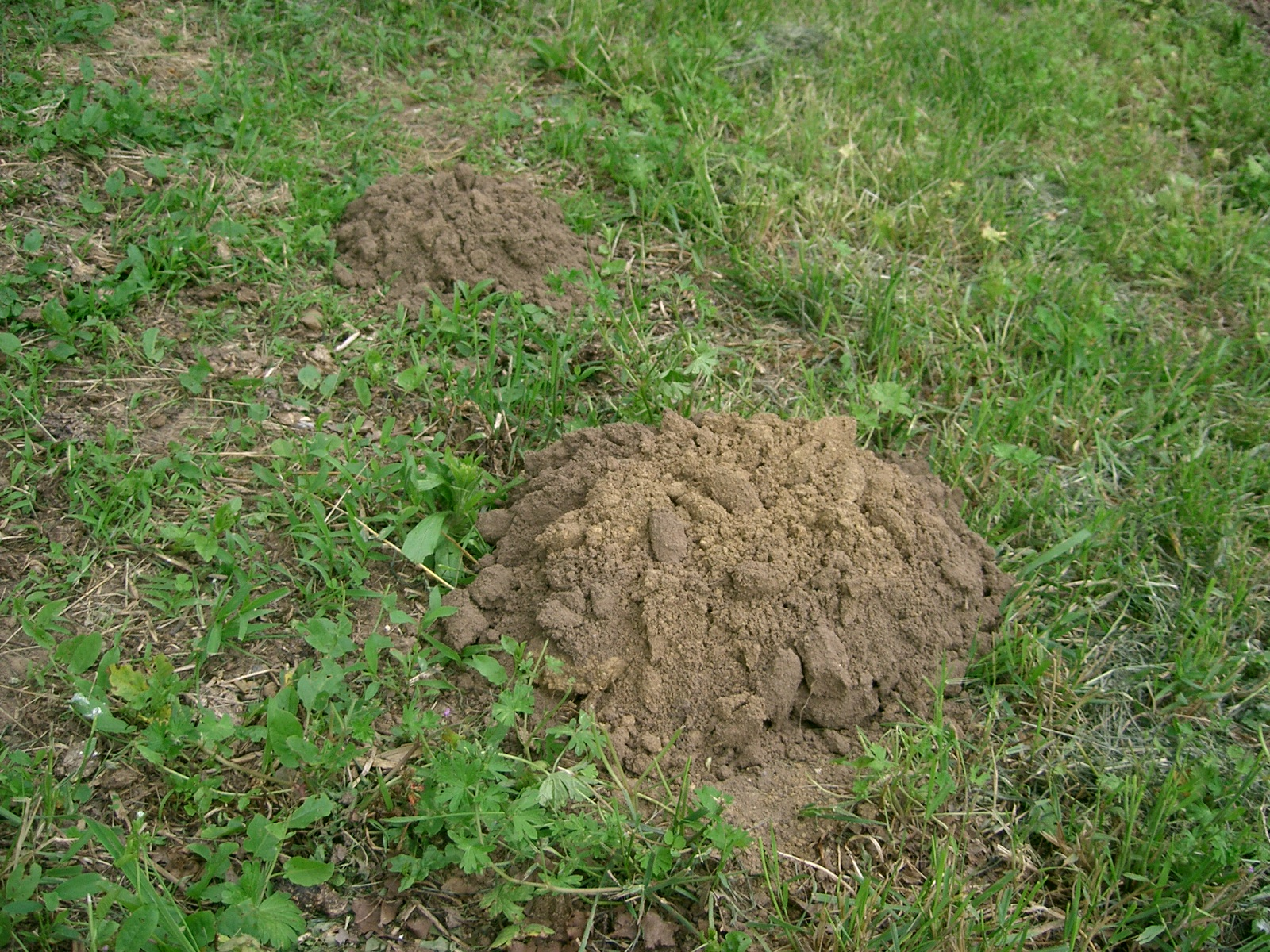
التل الطوبيني

يحفر الطوبين الشرقي جحورًا عميقة ودائمة وضحلة، وجحور مؤقتة تحت السطح مباشرة، وتستخدم للبحث عن الطعام. غالبًا ما يتم بناء الطريق السريع الدائم المعتاد بمقدار 25 سم أو أكثر تحت السطح ويستخدم كملاذ أثناء الطقس الحار والجاف أو عند نزول الصقيع. يمكن أن تصل مستويات الأكسجين في الأنفاق إلى 14.3% وثاني أكسيد الكربون تصل إلى 5.5%. خلال فصل الشتاء، تميل أنفاق البحث عن العلف إلى أن يتم حفرها على عمق أكبر تحت الأرض، على عكس تلك الموجودة في الطوبين نجمي الأنف.
عند حفر جحور جديدة، سيدفع الطوبين الشرقي التربة الزائدة إلى أعلى من خلال ممرات عمودية تسمى «التلال». تتميز الجحور الجديدة الموجودة أسفل السطح مباشرة بحواف وتلال، ويبدو أن هذه الجحور تستخدم لتسهيل التقاط ديدان الأرض وحياة التربة الأخرى بعد هطول الأمطار. يستخدم الطوبين أنفه كعضو ملموس، في بناء الجحور وربما في أوقات أخرى يتنقل هنا وهناك. ويمكن أن تختبئ الأنواع بمعدل 6 م / ساعة، في التربة القابلة للتفتيت.
المظهر الخارجي. يوجد عادة تحت صخرة أو جذع أو شجيرة، وله عدة طرق، بما في ذلك الطريقة التي تدخل من الأسفل. أفادت التقارير أن الطوبينات الشرقية في فلوريدا لا تبني عشًا.

### الحمية

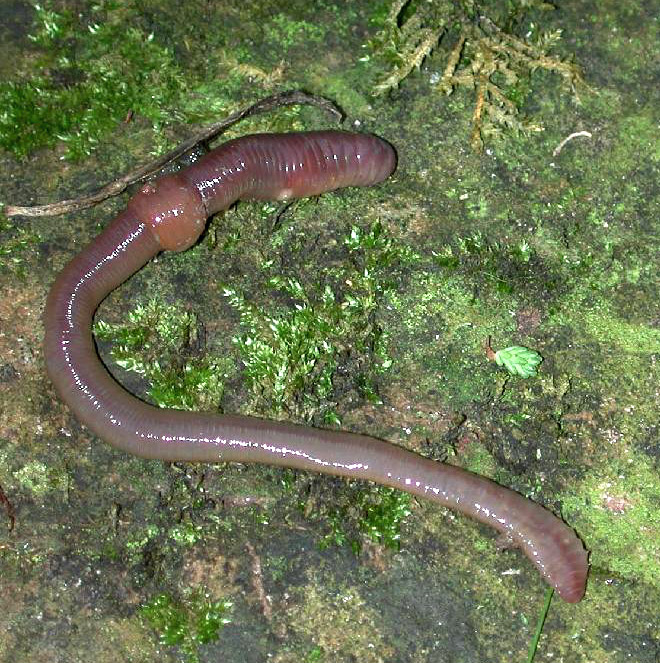
دودة الأرض المشتركة

الطوبين الشرقي هو حيوان مفترس شره ويستهلك يوميًا طعامًا يعادل 25 إلى 50% من وزنه. في الأسر، يأكل أي شيء تقريبًا، بما في ذلك اللحم المفروم وطعام الكلاب. في بيئتها الطبيعية، تتغذى الأنواع بشكل أساسي على ديدان الأرض عندما تكون متوفرة، ولكنها تأكل العديد من الأطعمة الأخرى، بما في ذلك الرخويات، والقواقع، والمئويات، واليرقات والحشرات البالغة، والجعليات، والنمل في جميع مراحل حياتهم.

### النطق
تتكلم المناجذ الشرقية عن طريق صنع صرير عالي النبرة، وصرير حاد، وحليقي، وأصوات شخير قصيرة، وبشر الأسنان.

### التكاثر
عادة ما يكون الحمل 45 يومًا ويتم إنتاج فضلات واحدة من اثنين إلى خمسة صغار بين منتصف أبريل ويونيو. في المناخات الدافئة، قد يولد الصغار في شهر مارس. يولدون مكفوفين وعراة، وهم كبيرون نسبيًا مقارنة بحجم الأم. في 10 أيام، يظهرون فروًا ناعمًا مخمليًا رمادي فاتح يتم الاحتفاظ به لعدة أسابيع. يسمح النمو السريع للصغار بمغادرة العش والاعتناء بأنفسهم في حوالي أربعة أسابيع.

### النجاة
تعد الكلاب والقطط والثعالب والذئاب من الحيوانات المفترسة لهذا النوع. الطوبين الشرقي يؤوي العديد من الطفيليات. أظهرت مائة وأربع مناجذ شرقية مأخوذة في إنديانا أربعة أنواع من البراغيث، ونوع واحد من القمل الماص، ونوع واحد من الخنفساء، وما لا يقل عن 20 نوعًا من العث، والعديد منها أنواع جديدة تمامًا، مع أحدها.

## الأسماء العلمية والشائعة

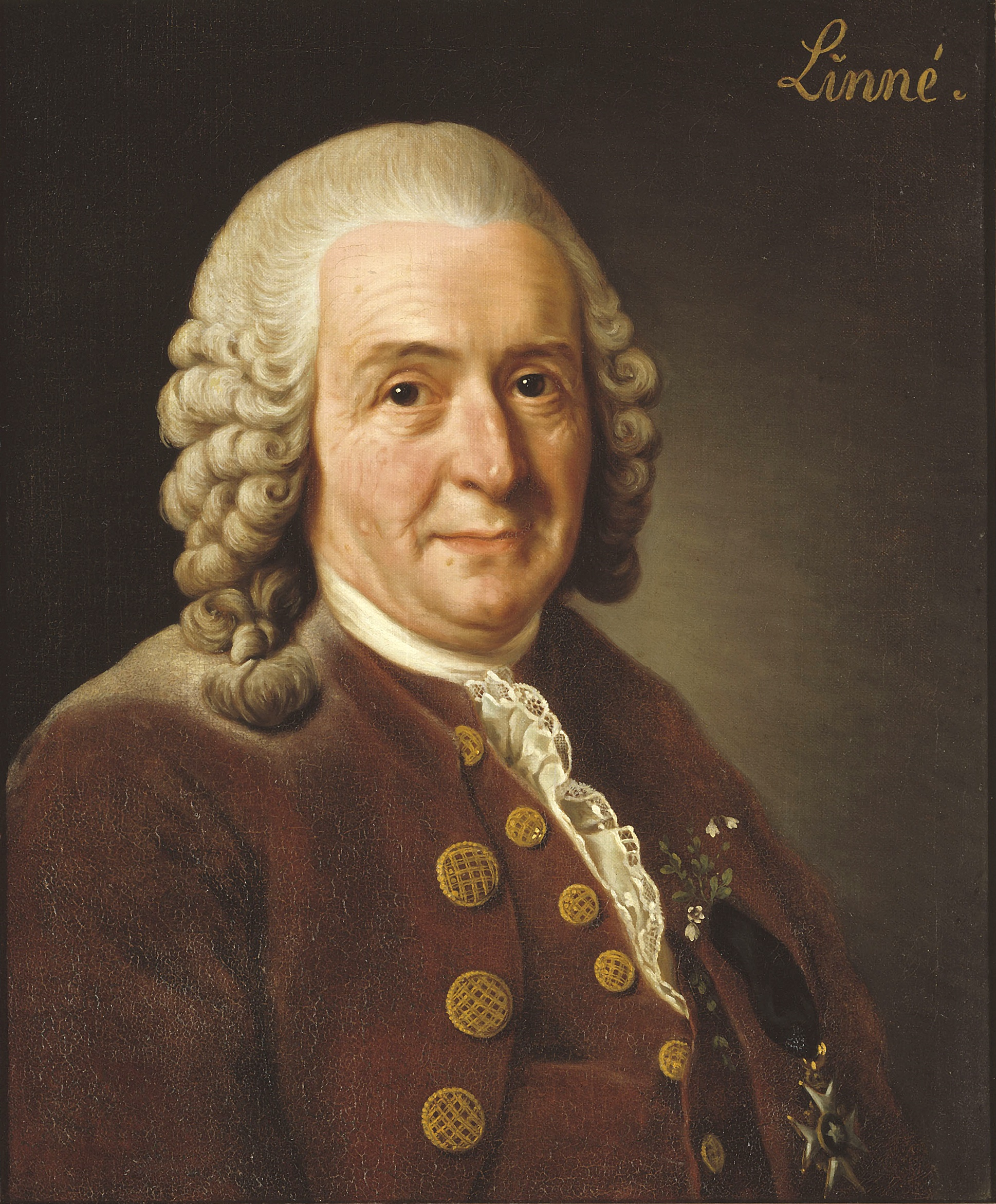
لينيوس

استند لينيوس في الوصف الأصلي للأنواع إلى عينة وجدت ميتة في الماء، وهي حقيقة مدونة على ملصق المجموعة. قام بتسمية النوع (aquaticus)، وهو في الواقع تسمية
خاطئة لأن هذا النوع هو الأقل المائية من الطوبينات في أمريكا الشمالية.
الجزء الأول من الاسم العلمي (Scalopus)، هو من كلمتين يونانيتين تعنيان «حفر» و«قدم». تشير الكلمة إلى الأقدام الأمامية الكبيرة للأنواع، والتي تُستخدم للحفر.
الكلمة الثانية من الاسم (aquaticus)، هي اللاتينية وتعني «موجود في الماء». الكلمة مضللة ولكنها أُعطيت للأنواع لأن قدمها المكشوفة تشير إلى أنها اعتادت على موطن مائي، وعُثر على العينة الأصلية ميتة في الماء.

### الحفريات
تم الإبلاغ عن بقايا أحافير من نهر أوهايو العلوي في ولاية بنسلفانيا وفرجينيا الغربية، وحيوانات الكهوف البليستوسينية في تكساس.

## التفاعل مع الإنسان والحفاظ عليه

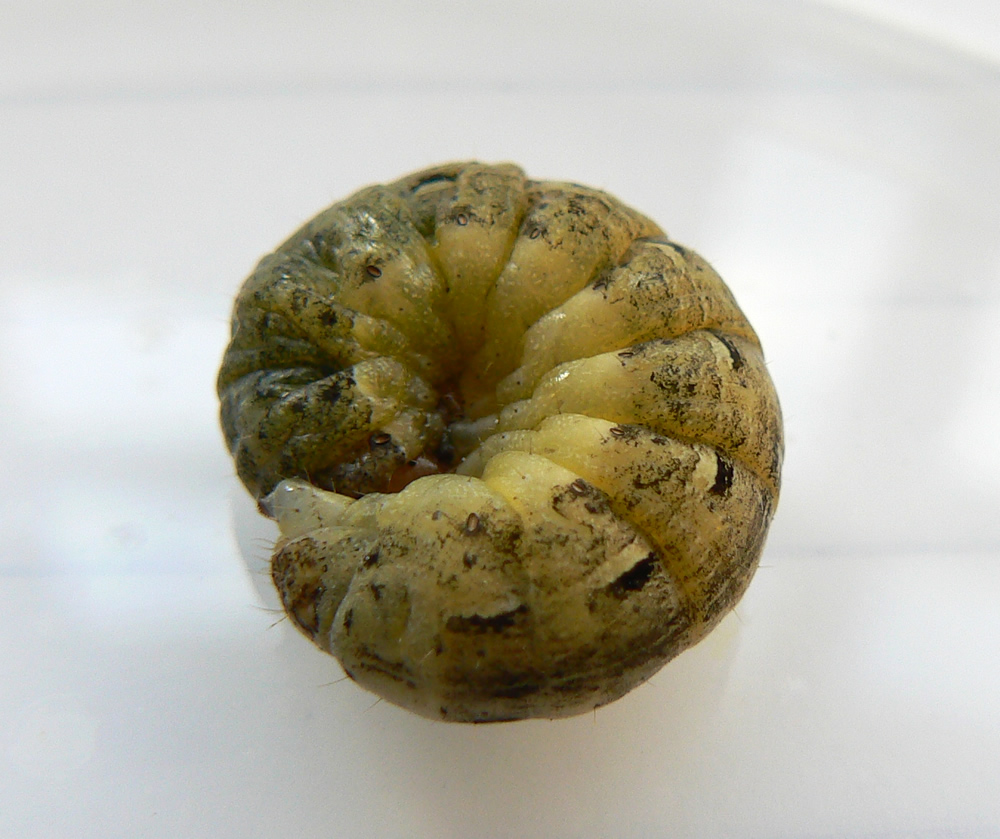
الدودة القارضة

تحرث المناجذ الشرقية التربة وتشكلها، وتتغذى على الحشرات المدمرة مثل الديدان القارضة والخنافس اليابانية، وتحفر الأنفاق التي تعمل على تهوية التربة وتسمح للرطوبة باختراق طبقات التربة العميقة. القشرة صغيرة ولا تأخذ الأصباغ جيدًا، وبالتالي فهي ليست ذات فائدة تجارية لصناعة الفراء. عندما تقوم الطوبينات بتشويه المروج أو إتلاف جذور نباتات الحدائق أثناء البحث عن الطعام أو أخذ نبت الذرة، فإنها تعتبر غير مرغوب فيها. ومع ذلك، في إحدى الحكايات، أفاد صاحب منزل أن الحيوان قضى تمامًا على الخنافس اليابانية على أرضه.
تم إدراج هذا النوع على أنه الأقل قلقًا في القائمة الحمراء للاتحاد الدولي لحفظ الطبيعة بسبب توزيعه الواسع، والتعداد السكاني الكبير المفترض، ووجوده في عدد من المناطق المحمية، والتسامح إلى حد ما من تعديل الموائل، ولأنه من غير المرجح أن ينخفض بمعدل تقريبًا المطلوبة للتأهل للإدراج في فئة مهددة.